# Blepephaeus leucosticticus
Blepephaeus leucosticticus là một loài bọ cánh cứng trong họ Cerambycidae.